# Prezimena na Islandu
Prezimena na Islandu se daju drugačije od većine zapadnih zemalja. Prezimena se ne nasleđuju, već se dobijaju od direktnih roditelja, oca ili majke.
Islanđani dele sličnu kulturno nasleđe sa Skandinavskim narodima. Ostatak Skandinavskog naroda je prešao na zapadni sistem davanja porodičnih imena, dok su Islanđani zadržali stari sistem. Islandski sistem ne koristi porodična imena. Prezime označava ime oca (u nekim slučajevima, majke), što je patronimičko (ili matronimičko). Neka prezimena postoje na Islandu. Većina njih su nasledili od roditelja koji nisu sa Islanda, ali neka su usvojena. 

## Tipično davanje prezimena
Na primer, muškarac sa imenom Joun Ejnarson dobije sina Oulafira. Oulafirovo prezime neće biti Ejnarson, već Jounson, što će označavati da je Oulafir sin od Jouna + son (sin). Ista praksa je i kod žena. Kćerka od Jouna Ejnarsona Sigrida neće imati prezime Ejnarson, nego će dobiti prezime Jounsdoutir, što u prevodu znaći da je "kćerka od Jouna" (doutir = kćerka).
U nekim slučajevima, prezimena mogu nastati od njenih/njegovih roditelja srednjih imena, umesto od prvih imena. Npr, Joun je sin Hjaulmar Ern Vilhjaulmson, on može uzeti prezime Hjaulmarson ("sin od Hjaulmarsa) ili Arnarson ("sin od Erna"). Ovaj način se ređe koristi, više se koristi ako su mu oca više zvali po srednjem imenu ili ako deci bolje pristaje takvo prezime.
Većina Islanđana nose svoja prezimena po očevima, ali postoje i slučajevi uzimanja i majčinih imena za prezimena. Ponekad dete ili staratelj ne žele nikakvu povezanost sa ocem, neke feministkinje uzimaju majčina imena ili samo radi zvučnosti. U svim slučajevima pravila su ista.

## Kulturne odrednice
Ljudima iz drugih kultura je ponekad čudno što se Islanđani obraćaju osobama sa prvim imenom, za razliku od zapadne kulture. Zakonski, prezime je deo imena; ali kulturološki, prezime nije deo imena, već kratak opis o osobi. Na Islandu popis ljudi, telefonski imenici, ... su svrstani prema prvim imenima, a ne po prezimenima.
Primer je islandska pevačica i glumica Bjerk. Za Björk ljudi često greše i misle da je to njeno umetničko ime, kao Sting ili Madona. U stvari, Björk je njeno prvo ime, dok je njeno prezime Gvidmindsdoutir, ali svaki Islanđanin bi joj se obratio, što službeno, što privatno, samo kao Bjerk. 
Rezultat je da porodica od četiri člana mogu imati četiri različita prezimena. Islandske porodice su imale problema sa carinama i policijama drugih zemalja, zato što mislili da su deca kidnapovana, zbog različitih prezimena.

## Spoljašnje veze
- Informacije o Islandskim prezimenima (језик: енглески)